# Yüreğir (Adana)
Yüreğir ist ein Bezirk der Stadt Adana und zugleich ein Landkreis in der Metropolprovinz Adana in der Türkei. Der Bezirk existiert seit dem 5. Juni 1986 und liegt 23 m über dem Meeresspiegel. Yüreğir ist 835 km² groß, vor der Neugliederung der Provinz im Jahr 2008 war der Landkreis 1.443 km² groß. Die Einwohnerzahl beträgt 399.910 (Stand: Ende 2024). Der Name entstammt dem türkischen Stamm der Yüreğir, die im 14. Jahrhundert hier die Dynastie der Ramazanoğulları gründeten.

## Sehenswertes
Im Osten des Landkreises liegt die Ruine der byzantinisch-kleinarmenischen Burg Gökvelioğlu Kalesi. Im Dorf Yakapınar liegen die Ruinen des antiken Mopsuestia mit einer restaurierten römischen Brücke und einem Mosaikmuseum. 
9 km südlich davon  befindet sich das 1122 erbaute armenische Kloster Arqakaghni, das während des Völkermords an den Armeniern ab 1915 zerstört wurde.